# Bettina von Arnim
Bettina Brentano, de nacimiento Elisabeth Katharina Ludovica Magdalena Brentano (Fráncfort del Meno; 4 de abril de 1785-Berlín, 20 de enero de 1859) fue una escritora y novelista romántica alemana, hermana del poeta Clemens Brentano.

## Biografía
La familia Brentano era originaria de las orillas del lago Como, en Lombardía, en el norte de Italia. Era hermana del poeta Clemens Brentano y su abuela era Sophie von La Roche, una escritora talentosa amiga de Wieland y Goethe; estas relaciones la llevaron a conocer a numerosos escritores y poetas, entre los cuales destacaba su amiga, la poetisa huérfana Caroline von Günderrode.
Se casó en 1811 con un amigo de su hermano, el poeta Achim von Arnim, del que tuvo siete hijos; llevó un matrimonio no demasiado acorde con los supuesos tradicionales y, dado que su marido prefería la vida tranquila del campo a la de la ciudad, al contrario que ella, deseosa de intervenir en la activa vida cultural de Berlín, se instaló en 1818 en la ciudad con sus hijos, aunque pasaban las vacaciones todos juntos y cultivaban una intensa correspondencia. Tras la muerte en 1831 de su marido se instaló definitivamente en Berlín, donde se convirtió en activista de los derechos de la mujer.

## Obras
Sus escritos más populares son apuntes corregidos de la correspondencia que mantuvo con Johann Wolfgang von Goethe, Karoline von Günderrode y su hermano Clemens Brentano, gran parte de los cuales son ficticios, pero redactados con un estilo desenvuelto y lúcido, de manera que forman en realidad novelas epistolares.
A los cincuenta años publicó su primer libro, Intercambio epistolar de Goethe con una niña (1835), iniciado en 1807, posteriormente reelaborado y ampliado con cartas inventadas por la autora. Esta relación se fraguó después del trágico suceso del suicidio de su amiga, la poetisa Caroline von Günderrode; entonces Bettina había buscado la amistad con la madre de Goethe y a través de ella inició una activa correspondencia con un escritor al que admiraba y al que visitó además bastantes veces en Weimar. Se han descubierto los originales de las cartas y por ellos se ha visto el proceso de reelaboración que sufrieron desde la mera y fría impersonalidad de Goethe a la versión cálida que en ellas ofreció la autora.  
La actitud feminista de Bettina incluía una activa vida política que se expresó en Este libro pertenece al rey (1843). Dedicada al monarca de Prusia, era una sátira social en forma de diálogo entre una mujer y la madre de Goethe y un cura y un alcalde, representantes de la Iglesia y del Estado. Se reúnen para hablar de la situación del país y Bettina pone en boca de la madre de Goethe sus propias opiniones, muy críticas sobre las irregularidades de la administración y la política restauradora que se llevaba entonces; no se limita a eso, sino que sugiere una monarquía constitucional y hace propuestas concretas para paliar la creciente miseria del proletariado:
¿Vive el Estado en sano matrimonio con el pueblo, le concede verdadera confianza, sinceridad, a base de exigirle exclusivamente espíritu de esclavo? ¿Es el estado un fiel padre para el pueblo, desarrolla sus fuerzas, respeta sus inclinaciones naturales, confirma su energía, le asegura su derecho a la libertad y se alegra de su fuerza, o más bien censura en él su desarrollo hacia lo libre, grande, divino?
El cura y el alcalde no pueden sino rendirse a estos razonamientos y no ven otra salida para recuperarse que el sueño y el alcohol, respectivamente.
Cuando estalló en 1844 una revuelta entre los tejedores de Silesia las autoridades acusaron a Bettina de haberla propiciado con las investigaciones previas que había efectuado para escribir su Libro de los pobres, por lo cual renunció a darla a la imprenta. La obra abarca desde el Romanticismo a la época inmediatamente anterior a la revolución de 1848.
Seductora, independiente y mundana, Bettina goza de una reputación de epistológrafa sensible y apasionada, pero también de musa socialista. A lo largo de su vida, Bettina von Arnim fue sumiéndose en las ideas socialistas; escribió al rey de Prusia, se encontró con Karl Marx y defendió a los judíos y tejedores de Silesia.

## Bettina Brentano en la literatura
La vida de Bettina inspiró la novela del escritor francocheco Milan Kundera La inmortalidad (1988), la biografía de Carmen Bravo-Villasante Vida de Bettina Brentano, premio de biografía Aedos (1956) y el libro de Javier García Sánchez Última carta de amor de Carolina Von Günderrode a Bettina Brentano (1986).

## Ediciones
- Epistolario con una niña. (Briefwechsel mit einem Kinde), 1835
- Die Günderode, 1840
- Este libro pertenece al rey (Dies Buch gehört dem König), 1843
- Clemens Brentanos Frühlingskranz, 1844
- An die aufgelöste Preußische Nationalversammlung, 1849
- Libro de los pobres, inédito.